# 巨大数用語一覧
巨大数用語一覧（きょだいすうようごいちらん）では、巨大数に関する用語を一覧する。具体的な巨大数の名前は基本的に含めないものとする。

## 一覧
アッカーマン関数
与える数が大きくなると急激に増大する関数の一つ。
回転矢印表記
クリス・バードの考案による拡張チェーン系の巨大数表記法で、拡張チェーン系としては最古の表記法である。矢印の回転を繰り返すことにより非拡張チェーンを超える数を表現できるようにしたもので、2chの巨大数スレッドでかつて一時期盛んに使用された経緯があるが、諸事情により近年ではほとんど用いられていない歴史的表記法となっている。
拡張チェーン表記
コンウェイのチェーン表記の拡張による巨大数の表記法。数種類あるが、このうち事実上の現行標準と呼べるものはピーター・ハーフォードの考案によるものであり、その方式では右矢印（→）に添字を付けることにより非拡張チェーンより更に巨大な数を表現できるようにしている。他にはクリス・バードがかつて作成した回転矢印表記や、従来の拡張チェーンよりもっと巨大な数を表現できるように近年考案された配列チェーン表記などがある。
カントール標準形レベル
急成長階層で近似したときの順序数がε0よりも小さい順序数になるような巨大数のレベル。
クヌースの矢印表記
上矢印（↑）を使った巨大数の表記法。指数の積み重なりである指数タワー（テトレーション）、またそれを更に発展させた演算を記述するための表記法で、巨大数の表記法としては比較的単純である。二重矢印（↑↑）を使ってテトレーションを表したものは「タワー表記」と呼ばれるが、それ以上の三重矢印以上のものについて「タワー表記」と呼ぶのは誤訳である。
計算可能レベル・計算不可能レベル
巨大数のレベル分けで、計算可能関数のみで作られた巨大数のうち、カントール標準形レベルを超えるものを「計算可能レベル」、計算不可能関数を用いた計算可能レベルより遥かに巨大な数を「計算不可能レベル」と呼ぶ。ただしその意味での計算可能レベルは、実際には「現実的計算不可能レベル」である。
現実的計算可能レベル・現実的計算不可能レベル
通常の十進表記で現実的に（整数部分が）正確に計算可能、あるいはA×10Bのような指数・仮数表記による十進表記の下位桁の省略による近似で現実的に計算可能な数の限界は、前者は101014、後者は{\displaystyle 10^{10^{10^{14}}}}程度と考えられる。そのうち特に後者の限界以内の数を「現実的計算可能レベル」、それを超えた数を「現実的計算不可能レベル」と呼ぶ。
コンウェイのチェーン表記
クヌースの矢印表記の拡張による巨大数の表記法。右矢印（→）を用いるもので、「矢印の増加」そのものの繰り返し、『「矢印の増加」に繰り返しを入れること』の繰り返しなどを表現できるようにし、さらに巨大な数を表せるようにしたものである。
指数タワー
指数の上に指数が積み重なった形による巨大数の表記法。
白アスター表記
多角形表記の拡張表記で、星形（☆）とレベルの概念が追加されている。
多角形表記
巨大数の表記法の一つで、多角形を利用したもの。
多変数アッカーマン関数
アッカーマン関数の拡張により、非拡張アッカーマン関数よりも更に巨大な数を作れるようにしたもの。
配列表記
波括弧の中に数字をコンマで区切り入れていく巨大数表記法で、クヌースの矢印表記はおろか、コンウェイのチェーン表記やその拡張表記より遥かに数の爆発効率が良い。現在巨大数論者（特に海外）の間ではチェーン表記レベルを超える巨大数の表記法の主流となっている。
BEAF
配列表記の拡張の最終形態の一つで、近年考案された巨大数のうち相当大きい数まで表現できる。